# 中国共产党第十四次全国代表大会
中國共產黨第十四次全國代表大會，簡稱中共十四大，於1992年10月12日至18日在北京召开。出席大会的代表2,000人，代表當時全國5,100万党员。

## 背景
1989年4月中旬开始的以悼念胡耀邦活动为导火索，由中国大陆高校学生在北京市天安门广场发起，持续近两个月的全境示威运动，也称八九民运。1989年6月3日晚间至6月4日凌晨，中国人民解放军、武装警察部队和人民警察在北京天安门广场对示威集会进行武力清场，中共十四大就是经历了1989年春夏之交的民主运动背景下，5年一度举行的。

## 内容
这次代表大会的主要任务是，以邓小平建设有中国特色社会主义的理论为指导，认真总结十一届三中全会以来14年的实践经验，确定中国经济体制改革的目标是建立社会主义市场经济体制。 
江泽民代表十三屆中央委員會作了题为《加快改革开放和现代化建设步伐　夺取有中国特色社会主义事业的更大胜利》的报告，大会确立邓小平建设有中国特色社会主义理论在全党的指导地位，概括了建设有中国特色社会主义理论的主要内容，明确建立社会主义市场经济体制的改革目标，要求全党抓住机遇，加快发展，集中精力把经济建设搞上去。
大會通過了關於十三屆中央委員會報告的決議，關於中央顧問委員會工作報告的決議、關於中央紀律檢查委員會工作報告的決議。大会同意關於不再設立中央顧問委員會的建議，並向中央顾问委员会和老同志們表示衷心的感謝和崇高的敬意。大会還通過了關於《中國共產黨章程》（修正案）的决议，将建设有中国特色社会主义的理论和党的基本路线写进党章。
大会以无记名投票方式，选举出中国共产党第十四届中央委员会委员189名，中央委员会候补委员130名，选举出中央纪律检查委员会委员108名。

## 大会议程
1. 听取和审查《关于第十三届中央委员会报告的决议》
2. 审查《关于中央顾问委员会工作报告的决议》
3. 审查《关于中央纪律检查委员会工作报告的决议》（书面）
4. 审议并通过（《中国共产党章程》的决议）（修正案）[5]

## 大会机构
中国共产党第十四次全国代表大会主席团名单
（共198人，按姓氏笔画为序）
丁关根　丁衡高　于永波（满族）　于是之　万　里　习仲勋　马文瑞　王　平　王　芳　王　海　王　群　王　震　王丙乾　王汉斌　王成斌　王兆国　王茂林　王首道　王恩茂　王维澄　毛致用　方　毅　方志纯　尹克升　邓小平　邓鸿勋　艾知生　布　赫（蒙古族）　卢荣景　帅孟奇（女）　叶　飞　叶选平　田纪云　史玉孝　史来贺　白立忱（回族）　司马义·艾买提（维吾尔族）　邢崇智　成克杰（壮族）　吕　枫　吕培俭　朱　训　朱　良　朱光亚　朱镕基　乔　石　伍绍祖　伍修权　任建新　全树仁　刘　英（女）　刘　淇　刘中一　刘正威　刘华清　刘安元　刘忠德　刘复之　刘精松　刘澜涛　关广富（满族）　江　华（瑶族）　江村罗布（藏族）　江泽民　阮崇武　孙维本　李　鹏　李　灏　李九龙　李力安　李岚清　李泽民　李贵鲜　李铁映　李瑞环　李锡铭　李德生　杨白冰　杨汝岱　杨尚昆　杨泰芳　杨振怀　杨得志　杨静仁（回族）　肖　克　吴文英（女）　吴邦国　吴学谦　吴蔚然　何光远　何竹康　余秋里　谷　牧　邹家华　沈达人　沈辛荪　宋　平　宋　健　宋汉良　宋任穷　宋德敏　宋德福　迟浩田　张　震　张丁华　张万年　张存浩　张仲先　张克辉　张劲夫　张勃兴　张爱萍　陆定一　陈　云　陈丕显　陈光毅　陈作霖　陈希同　陈俊生　陈敏章　陈锡联　陈锦华　陈慕华（女）　邵华泽　林宗棠　林默涵　罗　干　岳喜翠（女）　周　南　周玉书　周光召　赵东宛　赵南起（朝鲜族）　赵富林　胡　平　胡　绳　胡仁宇　胡锦涛　柳随年　段君毅　侯　捷　侯宗宾　逄先知　姜春云　洪学智　姚依林　贺敬之　秦基伟　耿　飚　聂璧初　贾春旺　顾云飞　顾秀莲（女）　顾金池　钱正英（女）　钱其琛　钱学森　铁木尔·达瓦买提（维吾尔族）　倪志福　高　敏（女）　高德占　郭化若　郭东坡　陶驷驹　姬鹏飞　黄　华　黄　菊　黄　璜　黄启璪（女）　黄镇东　黄毅诚　戚元靖　崔乃夫　康世恩　章　蕴（女）　尉健行　彭　冲　彭　真　彭珮云（女）　蒋顺学　韩杼滨　傅全有　鲁　平　普朝柱　曾宪林　温家宝　谢　非　路甬祥　蔡　诚　廖　晖　廖汉生　赛福鼎·艾则孜（维吾尔族）　谭绍文　熊清泉　薛　驹　薄一波　穆　青（回族）　魏金山
中国共产党第十四次全国代表大会主席团常务委员会名单
（共31人）
江泽民　邓小平　杨尚昆　李　鹏　陈　云　万　里　彭　真　乔　石　姚依林　宋　平　李瑞环　王　震　田纪云　李铁映　李锡铭　杨汝岱　吴学谦　秦基伟　丁关根　邹家华　朱镕基　薄一波　宋任穷　刘华清　杨白冰　温家宝　习仲勋　彭　冲　方　毅　洪学智　陈作霖
中国共产党第十四次全国代表大会秘书长名单
乔　石
中国共产党第十四次全国代表大会副秘书长名单
胡锦涛　丁关根　温家宝
中国共产党第十四次全国代表大会代表资格审查委员会名单
（共16人）
- 主　任：宋　平
- 副主任：胡锦涛　吕　枫　李继耐
- 委　员（按姓氏笔画顺序排列）：布　赫（蒙古族）　刘丽英（女）　李力安　李正亭　杨振明　吴邦国　罗　干　赵富林　顾金池　郭　峰　黄启璪（女）　尉健行

## 关联条目
- 中国共产党第十四届中央委员会
  - 中国共产党第十四届中央委员会委员列表
  - 中国共产党第十四届中央委员会候补委员列表
- 邓小平南巡

| 前任： 中国共产党第十三次全国代表大会 | 中国共产党全国代表大会 第十四次 | 繼任： 中国共产党第十五次全国代表大会 |